# Gaetano Martino
Pour les articles homonymes, voir Martino.
Gaetano Martino (né le 25 novembre 1900 à Messine, Sicile – mort le 21 juillet 1967) est un médecin et homme politique italien, qui est ministre des Affaires étrangères, professeur universitaire qui est recteur de l'université de Messine, puis recteur de l'université de Rome « La Sapienza » en 1966-1967.

## Biographie
Gaetano Martino est à l'origine (avec les pays du Benelux) de la conférence de Messine qui débouche sur le marché commun, où il prononce l'allocution suivante à l'ouverture des travaux : « Siamo tutti ansiosi di estendere sempre più la nostra integrazione… Mi auguro che in questa Conferenza aggiungeremo un’altra pietra alle fondamenta della costruzione europea » (Nous sommes tous soucieux d'étendre toujours davantage notre intégration. Je souhaite qu'au cours de cette conférence nous ajouterons une nouvelle pierre aux bases de la construction européenne). Il dirige la délégation italienne lors de la signature du traité de Rome en 1957.
Membre du Parti libéral italien (PLI). Nommé ministre de l'Éducation le 10 février 1952 dans le gouvernement de Mario Scelba, le 15 septembre 1954 il remplace Attilio Piccioni démissionnaire au ministère des Affaires étrangères (charge qu'il conserve jusqu'au 15 mai 1957 dans le 1er gouvernement d'Antonio Segni). Le 21 novembre 1956, il prononce un discours à l'Assemblée générale des Nations unies, un an après l'entrée de l'Italie dans cette organisation.
Président du conseil national du parti libéral, qui participe alors au gouvernement démocrate-chrétien Fanfani, il s'oppose en 1961 au rapprochement entre la DC et le PSI, mené par Nenni, considérant incompatible l'intégration au « camp démocratique » d'un parti marxiste et non-aligné.
Il est président du Parlement européen de 1962 à 1964.
Son fils Antonio Martino (né à Messine le 22 décembre 1942) est professeur d'économie politique à l'université et député de Forza Italia depuis 1994. Il a été ministre des Affaires étrangères dans le 1er gouvernement de Silvio Berlusconi (1994 - 1995) et ministre de la Défense dans le 2e gouvernement Berlusconi (2001 - 2006).